# Challenger Lugano 2004
Il Challenger Lugano 2004 è stata la sesta edizione di un torneo di tennis facente parte della categoria ATP Challenger Series nell'ambito dell'ATP Challenger Series 2004. Il torneo si è giocato a Lugano in Svizzera dal 7 al 13 giugno 2004 su campi in terra rossa.

## Vincitori

### Singolare
Álex Calatrava ha battuto in finale  Jérôme Haehnel con il punteggio di 6–2, 6–3

### Doppio
Emilio Benfele Álvarez /  Giorgio Galimberti hanno battuto in finale  Enzo Artoni /  Ignacio González-King con il punteggio di 6–4, 6–3